# Bit (album)
Bit è il secondo album del cantautore italiano Daniele Groff, pubblicato nel 2001 dalla BMG.
Ne sono stati estratti due singoli: If You Don't Like It e Anna Julia.

## Tracce
1. Lory (chiudi gli occhi) - 3:25
2. Ti voglio bene - 3:35
3. Angeli - 3:30
4. If You Don't Like It - 3:26
5. Ma l'amore cos'è - 3:39
6. Mondo - 3:25
7. Anna Julia - 3:36
8. Per sempre - 3:42
9. Cena - 2:55
10. Chicca - 2:53
11. Cisco Love - 3:03
12. Seduto sulla luna - 4:03

- Dopo 20 secondi di silenzio dal termine del brano Seduto sulla luna (4:03 - 4:23), è presente una ghost track intitolata Through the Waves (4:23 - 9:06).